# Разметаница
Разметаница е физикогеографска и историкогеографска област в Западна България, област Кюстендил, в поречието на едноименната река Разметаница, десен приток на река Джерман (от басейна на Струма). Името на региона има своето обяснение в стари предания. Според тях някога на това място цар Самуил се спречква с брат си Арон и го обезглавява. Над село Палатово се намира местността Царичина с останки от крепост, носеща името Калето.
Областта представлява котловинно понижение по поречието на река Разметаница, заключено от запад, север и изток от ниските части на Конявска планина. На север е рида Колош, на изток са Гологлавските височини, а на югозапад Поглед планина (най-южната част на Конявска планина). На запад чрез ниска седловина се свързва с Кюстендилската котловина, а на югоизток – с Долната Дупнишка котловина.
Релефът на котловината е хълмист, изграден от неустойчиви на денудацията старотерциерни пясъчници и мергели, които в северната ѝ част са овъглени (Бобовдолски въглищен басейн). Климатът е умереноконтинентален. Почвите са канелени и кафяви горски. Основен поминък въгледобив и земеделие.
В областта са разположени 1 град Бобов дол и 17 села: Бабино, Бабинска река, Баланово, Голема Фуча, Голем Върбовник, Големо село, Горна Козница, Долистово, Коркина, Мала Фуча, Мали Върбовник, Мало село, Мламолово, Новоселяне, Палатово, Паничарево и Шатрово.
През областта преминават участъци от 3 пътя от Държавната пътна мрежа:
- В южната ѝ част, от запад на изток, на протежение от 8,5 km – участък от второкласен път № 62 Кюстендил – Дупница – Самоков;
- В северната ѝ част, от запад на изток, между село Горна Козница и град Бобов дол, на протежение от 15 km – участък от третокласен път № 602 Коняво – Горна Козница – Бобов дол;
- В източната ѝ част, от юг на север, на протежение от 8 km – участък от третокласен път № 623 Дупница – Бобов дол – Земен – Трекляно.

В източната ѝ част, от юг на север, преминава и почти целият участък на жп линията Дупница – Бобов дол.

## Топографска карта
- Лист от карта K-34-58. Мащаб: 1 : 100 000.
- Лист от карта K-34-59. Мащаб: 1 : 100 000.
- Лист от карта K-34-70. Мащаб: 1 : 100 000.
- Лист от карта K-34-71. Мащаб: 1 : 100 000.